# 萨斯范亨特
薩斯范亨特（荷兰语：Sas van Gent）是荷蘭的城鎮，位於該國西南部，處於弗利辛恩以南約30公里，由澤蘭省負責管轄，毗鄰與比利時接壤的邊境，2008年人口3,753。

## 外部連結
- Touristpage Sas van Gent （页面存档备份，存于）